# Aiptasia

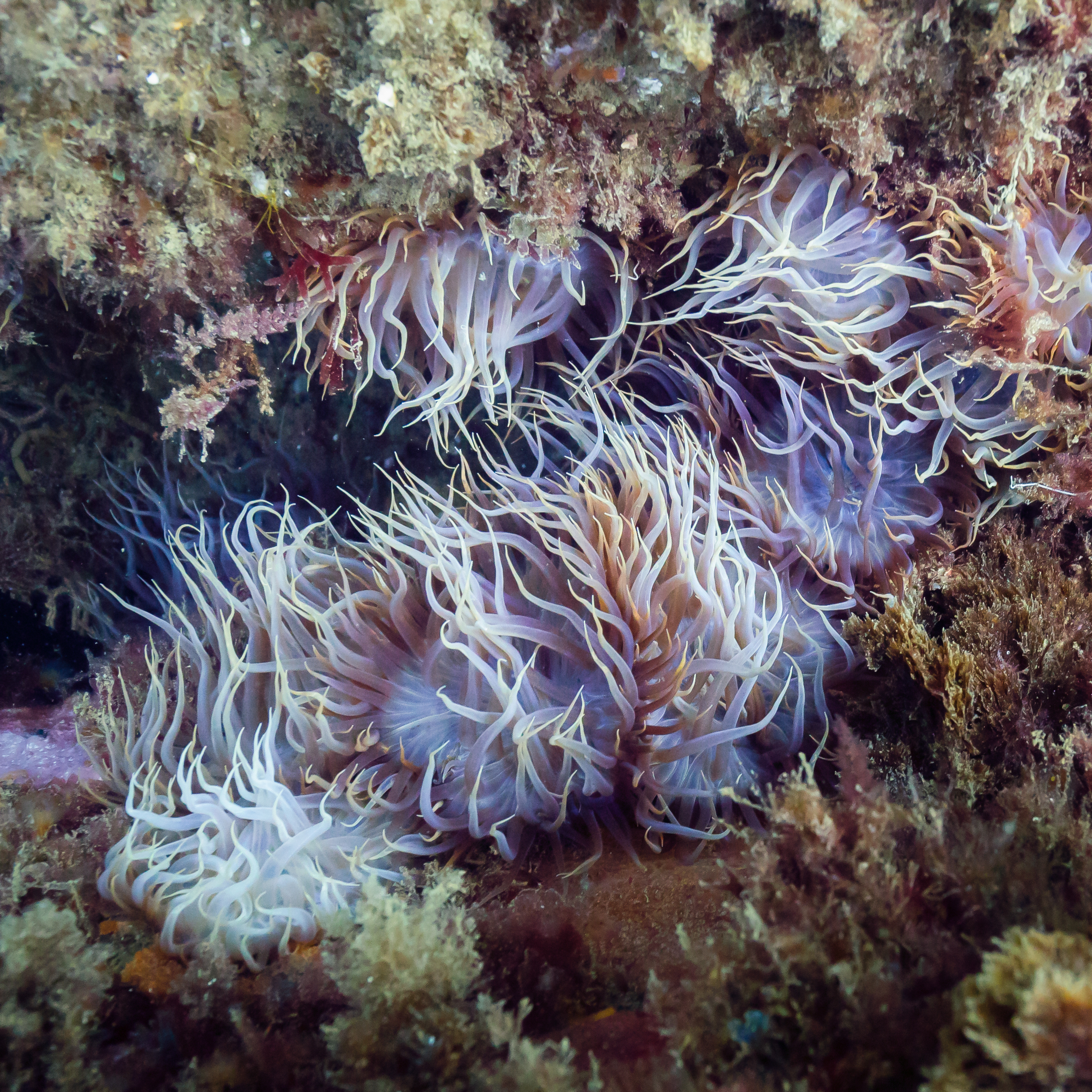
Aiptasia couchii, Gruppe. Aufnahme von der Küste des Arrábida-Naturparks, Portugal.

Aiptasia ist eine Gattung kleiner, durchscheinender Seeanemonen. Wurden ursprünglich über zehn, vor allem in den Tropen verbreitete Seeanemonenarten zu der Gattung gezählt, so hat sie heute nur noch drei Arten, Aiptasia couchii und Aiptasia mutabilis aus dem Mittelmeer und dem östlichen, subtropischen Atlantik, sowie die wenig bekannte, tropische Aiptasia prima. Für Aiptasia pallida wurde die neue Gattung Exaiptasia aufgestellt und für die elf weiteren, ursprünglich zu Aiptasia gestellten Arten liegt nur eine unvollständige, heutigen Ansprüchen nicht mehr genügende Beschreibung vor. Auch sind bei den meisten die Typusexemplare inzwischen verloren gegangen. Im deutschen werden die Seeanemonen auch als Aiptasien oder Glasrosen bezeichnet. Besonders die letzte Bezeichnung wird jedoch auch für einige andere Seeanemonenarten verwendet, z. B. für Exaiptasia pallida.

## Merkmale
Aiptasien haben eine breite, regelmäßig geformte Fußscheibe und einen glatten, länglichen Körper, der nicht klar in Scapus (der untere längere Zylinder, der den Stiel bildet) und Capitulum (Köpfchen) geteilt ist. Die Mundscheibe ist von bis zu 192 langen und glatten Tentakeln umgeben. Sechs Paare von Mesenterien (Scheidewände) teilen den Gastralraum, dabei ist die Anzahl distaler und proximaler Mesenterien gleich oder es gibt mehr distal gelegene Mesenterien. Die Acontia, feine Fäden im Körperhohlraum, sind gut entwickelt. Die Cincliden, das sind kleine Öffnungen in der Körperwand, durch die die Acontia nach außen geschleudert werden können, sind in zwei bis drei Reihen angeordnet. Als Nesselzellen kommen Spirocysten sowie mikrobasische B-Mastigophoren und P-Mastigophoren vor.
Aiptasien leben mit Zooxanthellen der Gattungen Symbiodinium und Amphidinium (Dinoflagellaten) in Symbiose. Sie können sich asexuell durch Längsteilung fortpflanzen. Die Planula-Larven der Aiptasien leben jedoch räuberisch, wozu sie ihre Nesselzellen gebrauchen; ihre Beute umfasst Nauplius-Larven von Ruderfußkrebsen (Copepoda) wie Tisbe.